# Quills
Quills (bra: Contos Proibidos do Marquês de Sade; prt: Quills - As Penas do Desejo) é um filme de 2000 produzido pelos Estados Unidos, Alemanha e Reino Unido, do gênero drama, biográfico e romântico, dirigido por Philip Kaufman.

## Elenco
- Geoffrey Rush.... Marquês de Sade
- Kate Winslet.... Madeleine
- Joaquin Phoenix.... Abbe Coulmier
- Michael Caine.... Royer Collard
- Billie Whitellaw.... Madame LeClerc
- Patrick Malahide.... Delbene
- Amelia Warner.... Simone
- Jane Menelaus.... Renée Pelagie
- Stephen Moyer.... Proix
- Stephen Marcus.... Bouchon

## Recepção
O Metacritic, que usa uma média ponderada, atribuiu ao filme uma pontuação de 70 em 100, baseado em 31 críticos, indicando críticas "geralmente favoráveis".

## Principais prêmios e indicações
Oscar 2001 (EUA)
- Indicado nas categorias de melhor ator (Geoffrey Rush)[4], melhor direção de arte[4] e melhor figurino[4]

Globo de Ouro 2001 (EUA)
- Indicado nas categorias de melhor ator de filme dramático[5] (Geoffrey Rush) e melhor roteiro[5]

BAFTA 2001 (Reino Unido)
- Indicado nas categorias de melhor figurino[carece de fontes?], melhor maquiagem[carece de fontes?], melhor atuação de um ator em papel principal (Geoffrey Rush)[carece de fontes?] e melhor produção de arte[carece de fontes?]

Fantasporto 2001 (Portugal)
- Recebeu o Prêmio de Audiência do Júri[carece de fontes?]

Satellite Awards 2001 (EUA)
- Venceu nas categorias de melhor atuação de ator em cinema de drama[carece de fontes?] e melhor roteiro adaptado[carece de fontes?]
- Indicado nas categorias de melhor diretor[carece de fontes?], melhor filme de drama[carece de fontes?] e melhor atuação de atriz coadjuvante de drama (Kate Winslet)[carece de fontes?]